# Les Feixes de França

Les Feixes de França, respecte del terme de Castellcir

Les Feixes de França són unes feixes antigament d'ús agrícola del terme municipal de l'Estany, a la comarca del Moianès.
Estan situades a ponent de la masia de Montfred, a la dreta del torrent del Gomis, a ponent del nucli urbà de l'Estany. Són al sud-est del Turó del Gomis, a migdia del lloc on es troben la Serra de l'Estany i el Serrat dels Lliris.